# Manscape
Manscape è un album della post-punk band inglese Wire, pubblicato nel 1990, prodotto da David M. Allen e registrato e mixato ai RAK Studios.
Manscape vide i Wire esplorare l'elettronica più a fondo rispetto agli album precedenti. Vi è un grande utilizzo di sequencer e in un tour del 1990 della band non venne incluso il batterista Robert Gotobed, dato che le tracce erano quasi interamente elettroniche. The Morning Bell parla del sistema scolastico pubblico inglese, mentre Small Black Reptile si occupa del sistema politico. Il centro dell'album, You Hung Your Lights In the Trees/A Craftsman's Touch, dura quattordici minuti.

## Tracce
1. Life in the Manscape
2. Stampede
3. Patterns of Behaviour
4. Other Moments
5. Small Black Reptile
6. Torch It
7. Morning Bell
8. Where's the Deputation?
9. What Do You See?
10. Goodbye Ploy
11. Sixth Sense
12. Children of Groceries
13. You Hung Your Lights in the Trees/A Craftsman's Touch

## Vinile (Regno Unito)
1. Patterns Of Behaviour
2. Goodbye Ploy
3. Morning Bell
4. Small Black Reptile
5. Torch It
6. Other Moments
7. Sixth Sense
8. What Do You See? (Welcome)
9. Where's The Deputation?
10. You Hung Your Lights In The Trees / A Craftsman's Touch

## Formazione
- Colin Newman - voce, chitarra
- Lewis - voce secondaria, basso
- B. C. Gilbert - chitarra
- Robert Gotobed - batteria